# Cicindelina
Sous-tribu
Synonymes
Cicindeletae Latreille, 1802
Les Cicindelina forment une sous-tribu des coléoptères de la famille des Carabidae, de la sous-famille des Cicindelinae et de la tribu des Cicindelini.

## Genres
Abroscelis -  
Antennaria -  
Apteroessa -  
Archidela -  
Bennigsenium -  
Brasiella -  
Callytron -  
Calomera -  
Cassolaia -  
Cephalota -  
Chaetodera -  
Cicindela -  
Cratohaerea -  
Cylindera -  
Dromicoida -  
Dromochorus -  
Ellipsoptera -  
Enantiola -  
Eunota -  
Eurymorpha -  
Euzona -  
Grandopronotalia -  
Guineica -  
Habrodera -  
Habroscelimorpha -  
Hypaetha -  
Jansenia -  
Leptognatha -  
Lophyra -  
Macfarlandia -  
Manautea -  
Micromentignatha -  
Microthylax -  
Myriochila -  
Naviauxella -  
Neocicindela -  
Neolaphyra -  
Notospira -  
Opilidia -  
Orthocindela -  
Polyrhanis -  
Prothymidia -  
Rivacindela -  
Salpingophora -  
Sumlinia -  
Thopeutica - 
Zecicindela